# Паулі тема («перпетуум мобіле» близнюки)
Те́ма Паулі — тема в шаховій композиції. Суть теми — продовжена задача-блок з вічним продовженням гри.

## Історія

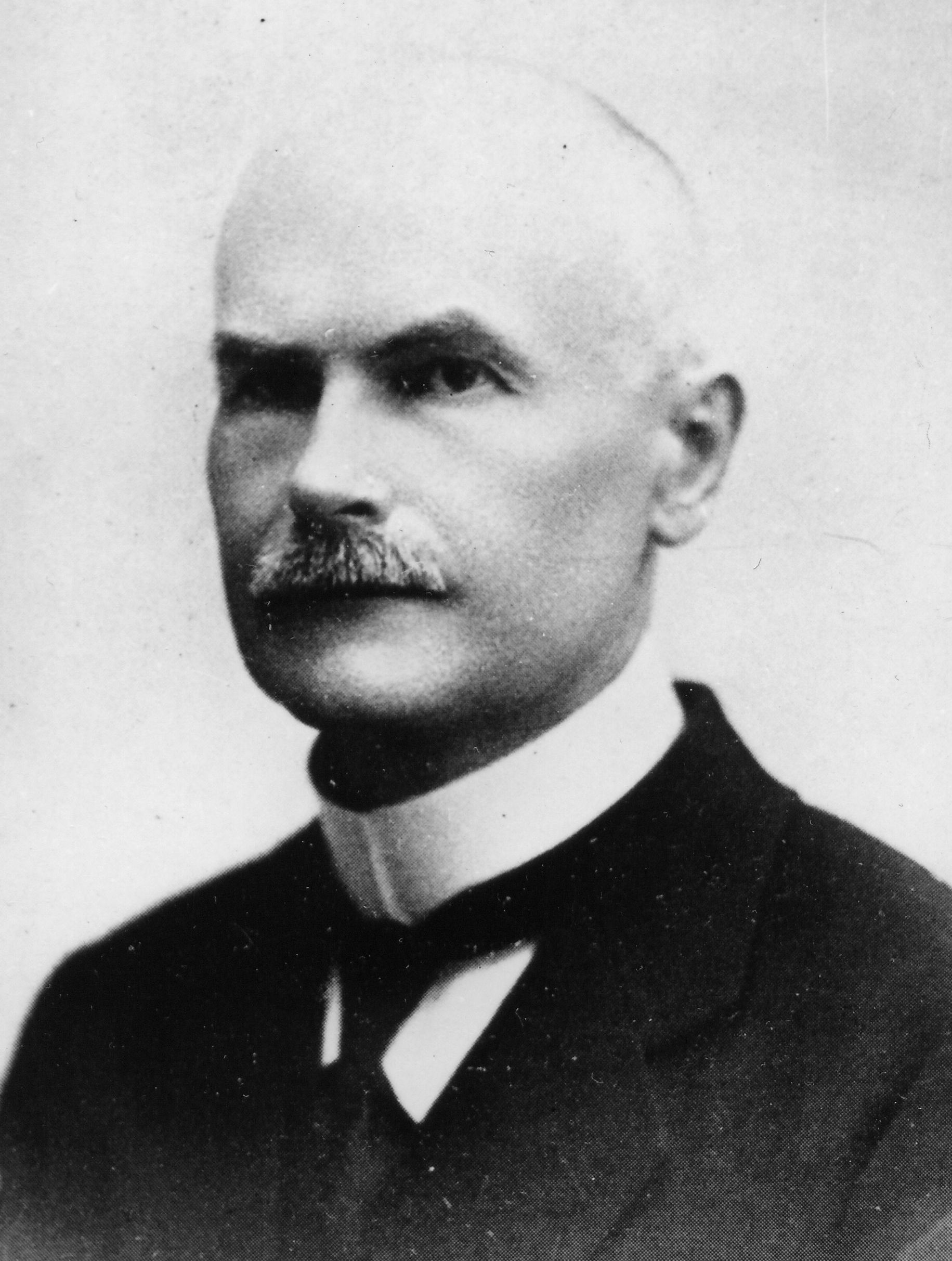
Вольфганг Паулі

Цей спосіб утворення близнюків запропонував у 1927 році румунський шаховий композитор Вольфганг Паулі (15.08.1876 — 03.03.1934).
В початковій позиції на будь-який хід чорних є заготовлений мат, це є задача-блок. Після першого ходу рішення виникає нова позиція з тим же завданням, що і у першій позиції. Ця позиція є також задача-блок, розв'язком є хід білої фігури на поле, з якого вона прийшла при розв'язку першого близнюка, в результаті першого ходу виникає позиція першого близнюка і так до нескінченності. В рішенні другого близнюка біла фігура повертається на поле, з якого вона пішла в першому близнюку.
Ці близнюки є маятникового типу і дістали назву — тема Паулі, ще іноді їх називають «перпетуум-мобіле» (вічний двигун).
|   | a | b | c | d | e | f | g | h |   |
| 8 | c3 білий кінь · e3 чорний пішак · h3 білий кінь · h2 білий пішак · d1 біла тура · e1 чорний кінь · f1 чорний король · h1 білий король | c3 білий кінь · e3 чорний пішак · h3 білий кінь · h2 білий пішак · d1 біла тура · e1 чорний кінь · f1 чорний король · h1 білий король | c3 білий кінь · e3 чорний пішак · h3 білий кінь · h2 білий пішак · d1 біла тура · e1 чорний кінь · f1 чорний король · h1 білий король | c3 білий кінь · e3 чорний пішак · h3 білий кінь · h2 білий пішак · d1 біла тура · e1 чорний кінь · f1 чорний король · h1 білий король | c3 білий кінь · e3 чорний пішак · h3 білий кінь · h2 білий пішак · d1 біла тура · e1 чорний кінь · f1 чорний король · h1 білий король | c3 білий кінь · e3 чорний пішак · h3 білий кінь · h2 білий пішак · d1 біла тура · e1 чорний кінь · f1 чорний король · h1 білий король | c3 білий кінь · e3 чорний пішак · h3 білий кінь · h2 білий пішак · d1 біла тура · e1 чорний кінь · f1 чорний король · h1 білий король | c3 білий кінь · e3 чорний пішак · h3 білий кінь · h2 білий пішак · d1 біла тура · e1 чорний кінь · f1 чорний король · h1 білий король | 8 |
| 7 | c3 білий кінь · e3 чорний пішак · h3 білий кінь · h2 білий пішак · d1 біла тура · e1 чорний кінь · f1 чорний король · h1 білий король | c3 білий кінь · e3 чорний пішак · h3 білий кінь · h2 білий пішак · d1 біла тура · e1 чорний кінь · f1 чорний король · h1 білий король | c3 білий кінь · e3 чорний пішак · h3 білий кінь · h2 білий пішак · d1 біла тура · e1 чорний кінь · f1 чорний король · h1 білий король | c3 білий кінь · e3 чорний пішак · h3 білий кінь · h2 білий пішак · d1 біла тура · e1 чорний кінь · f1 чорний король · h1 білий король | c3 білий кінь · e3 чорний пішак · h3 білий кінь · h2 білий пішак · d1 біла тура · e1 чорний кінь · f1 чорний король · h1 білий король | c3 білий кінь · e3 чорний пішак · h3 білий кінь · h2 білий пішак · d1 біла тура · e1 чорний кінь · f1 чорний король · h1 білий король | c3 білий кінь · e3 чорний пішак · h3 білий кінь · h2 білий пішак · d1 біла тура · e1 чорний кінь · f1 чорний король · h1 білий король | c3 білий кінь · e3 чорний пішак · h3 білий кінь · h2 білий пішак · d1 біла тура · e1 чорний кінь · f1 чорний король · h1 білий король | 7 |
| 6 | c3 білий кінь · e3 чорний пішак · h3 білий кінь · h2 білий пішак · d1 біла тура · e1 чорний кінь · f1 чорний король · h1 білий король | c3 білий кінь · e3 чорний пішак · h3 білий кінь · h2 білий пішак · d1 біла тура · e1 чорний кінь · f1 чорний король · h1 білий король | c3 білий кінь · e3 чорний пішак · h3 білий кінь · h2 білий пішак · d1 біла тура · e1 чорний кінь · f1 чорний король · h1 білий король | c3 білий кінь · e3 чорний пішак · h3 білий кінь · h2 білий пішак · d1 біла тура · e1 чорний кінь · f1 чорний король · h1 білий король | c3 білий кінь · e3 чорний пішак · h3 білий кінь · h2 білий пішак · d1 біла тура · e1 чорний кінь · f1 чорний король · h1 білий король | c3 білий кінь · e3 чорний пішак · h3 білий кінь · h2 білий пішак · d1 біла тура · e1 чорний кінь · f1 чорний король · h1 білий король | c3 білий кінь · e3 чорний пішак · h3 білий кінь · h2 білий пішак · d1 біла тура · e1 чорний кінь · f1 чорний король · h1 білий король | c3 білий кінь · e3 чорний пішак · h3 білий кінь · h2 білий пішак · d1 біла тура · e1 чорний кінь · f1 чорний король · h1 білий король | 6 |
| 5 | c3 білий кінь · e3 чорний пішак · h3 білий кінь · h2 білий пішак · d1 біла тура · e1 чорний кінь · f1 чорний король · h1 білий король | c3 білий кінь · e3 чорний пішак · h3 білий кінь · h2 білий пішак · d1 біла тура · e1 чорний кінь · f1 чорний король · h1 білий король | c3 білий кінь · e3 чорний пішак · h3 білий кінь · h2 білий пішак · d1 біла тура · e1 чорний кінь · f1 чорний король · h1 білий король | c3 білий кінь · e3 чорний пішак · h3 білий кінь · h2 білий пішак · d1 біла тура · e1 чорний кінь · f1 чорний король · h1 білий король | c3 білий кінь · e3 чорний пішак · h3 білий кінь · h2 білий пішак · d1 біла тура · e1 чорний кінь · f1 чорний король · h1 білий король | c3 білий кінь · e3 чорний пішак · h3 білий кінь · h2 білий пішак · d1 біла тура · e1 чорний кінь · f1 чорний король · h1 білий король | c3 білий кінь · e3 чорний пішак · h3 білий кінь · h2 білий пішак · d1 біла тура · e1 чорний кінь · f1 чорний король · h1 білий король | c3 білий кінь · e3 чорний пішак · h3 білий кінь · h2 білий пішак · d1 біла тура · e1 чорний кінь · f1 чорний король · h1 білий король | 5 |
| 4 | c3 білий кінь · e3 чорний пішак · h3 білий кінь · h2 білий пішак · d1 біла тура · e1 чорний кінь · f1 чорний король · h1 білий король | c3 білий кінь · e3 чорний пішак · h3 білий кінь · h2 білий пішак · d1 біла тура · e1 чорний кінь · f1 чорний король · h1 білий король | c3 білий кінь · e3 чорний пішак · h3 білий кінь · h2 білий пішак · d1 біла тура · e1 чорний кінь · f1 чорний король · h1 білий король | c3 білий кінь · e3 чорний пішак · h3 білий кінь · h2 білий пішак · d1 біла тура · e1 чорний кінь · f1 чорний король · h1 білий король | c3 білий кінь · e3 чорний пішак · h3 білий кінь · h2 білий пішак · d1 біла тура · e1 чорний кінь · f1 чорний король · h1 білий король | c3 білий кінь · e3 чорний пішак · h3 білий кінь · h2 білий пішак · d1 біла тура · e1 чорний кінь · f1 чорний король · h1 білий король | c3 білий кінь · e3 чорний пішак · h3 білий кінь · h2 білий пішак · d1 біла тура · e1 чорний кінь · f1 чорний король · h1 білий король | c3 білий кінь · e3 чорний пішак · h3 білий кінь · h2 білий пішак · d1 біла тура · e1 чорний кінь · f1 чорний король · h1 білий король | 4 |
| 3 | c3 білий кінь · e3 чорний пішак · h3 білий кінь · h2 білий пішак · d1 біла тура · e1 чорний кінь · f1 чорний король · h1 білий король | c3 білий кінь · e3 чорний пішак · h3 білий кінь · h2 білий пішак · d1 біла тура · e1 чорний кінь · f1 чорний король · h1 білий король | c3 білий кінь · e3 чорний пішак · h3 білий кінь · h2 білий пішак · d1 біла тура · e1 чорний кінь · f1 чорний король · h1 білий король | c3 білий кінь · e3 чорний пішак · h3 білий кінь · h2 білий пішак · d1 біла тура · e1 чорний кінь · f1 чорний король · h1 білий король | c3 білий кінь · e3 чорний пішак · h3 білий кінь · h2 білий пішак · d1 біла тура · e1 чорний кінь · f1 чорний король · h1 білий король | c3 білий кінь · e3 чорний пішак · h3 білий кінь · h2 білий пішак · d1 біла тура · e1 чорний кінь · f1 чорний король · h1 білий король | c3 білий кінь · e3 чорний пішак · h3 білий кінь · h2 білий пішак · d1 біла тура · e1 чорний кінь · f1 чорний король · h1 білий король | c3 білий кінь · e3 чорний пішак · h3 білий кінь · h2 білий пішак · d1 біла тура · e1 чорний кінь · f1 чорний король · h1 білий король | 3 |
| 2 | c3 білий кінь · e3 чорний пішак · h3 білий кінь · h2 білий пішак · d1 біла тура · e1 чорний кінь · f1 чорний король · h1 білий король | c3 білий кінь · e3 чорний пішак · h3 білий кінь · h2 білий пішак · d1 біла тура · e1 чорний кінь · f1 чорний король · h1 білий король | c3 білий кінь · e3 чорний пішак · h3 білий кінь · h2 білий пішак · d1 біла тура · e1 чорний кінь · f1 чорний король · h1 білий король | c3 білий кінь · e3 чорний пішак · h3 білий кінь · h2 білий пішак · d1 біла тура · e1 чорний кінь · f1 чорний король · h1 білий король | c3 білий кінь · e3 чорний пішак · h3 білий кінь · h2 білий пішак · d1 біла тура · e1 чорний кінь · f1 чорний король · h1 білий король | c3 білий кінь · e3 чорний пішак · h3 білий кінь · h2 білий пішак · d1 біла тура · e1 чорний кінь · f1 чорний король · h1 білий король | c3 білий кінь · e3 чорний пішак · h3 білий кінь · h2 білий пішак · d1 біла тура · e1 чорний кінь · f1 чорний король · h1 білий король | c3 білий кінь · e3 чорний пішак · h3 білий кінь · h2 білий пішак · d1 біла тура · e1 чорний кінь · f1 чорний король · h1 білий король | 2 |
| 1 | c3 білий кінь · e3 чорний пішак · h3 білий кінь · h2 білий пішак · d1 біла тура · e1 чорний кінь · f1 чорний король · h1 білий король | c3 білий кінь · e3 чорний пішак · h3 білий кінь · h2 білий пішак · d1 біла тура · e1 чорний кінь · f1 чорний король · h1 білий король | c3 білий кінь · e3 чорний пішак · h3 білий кінь · h2 білий пішак · d1 біла тура · e1 чорний кінь · f1 чорний король · h1 білий король | c3 білий кінь · e3 чорний пішак · h3 білий кінь · h2 білий пішак · d1 біла тура · e1 чорний кінь · f1 чорний король · h1 білий король | c3 білий кінь · e3 чорний пішак · h3 білий кінь · h2 білий пішак · d1 біла тура · e1 чорний кінь · f1 чорний король · h1 білий король | c3 білий кінь · e3 чорний пішак · h3 білий кінь · h2 білий пішак · d1 біла тура · e1 чорний кінь · f1 чорний король · h1 білий король | c3 білий кінь · e3 чорний пішак · h3 білий кінь · h2 білий пішак · d1 біла тура · e1 чорний кінь · f1 чорний король · h1 білий король | c3 білий кінь · e3 чорний пішак · h3 білий кінь · h2 білий пішак · d1 біла тура · e1 чорний кінь · f1 чорний король · h1 білий король | 1 |
|   | a | b | c | d | e | f | g | h |   |

b) після першого ходу білих в позиції близнюка «a)»

a) 1. ...   e2  2. Se4 edD 3. Sg3#
     1. Ta1! e2 2. Sb1    S~   3. Sd2#
b) 1. ...   e2  2. Sb1    S~   3. Sd2#
    1. Td1! e2 2. Se4  edD   3. Sg3#
В близнюку «а)» після вступного ходу 1. Ta1! виникає позиція близнюка «b)», в якому після вступного ходу 1. Td1! виникає позиція близнюка «а)», який має рішення 1. Ta1!. В результаті утворюється уявний вічний двигун — «перпетуум мобіле».
|   | a                                                                                  | b                                                                                  | c                                                                                  | d                                                                                  | e                                                                                  | f                                                                                  | g                                                                                  | h                                                                                  |   |
| 8 | g8 біла тура · a7 чорний король · c6 чорний кінь · g6 білий король · d5 білий слон | g8 біла тура · a7 чорний король · c6 чорний кінь · g6 білий король · d5 білий слон | g8 біла тура · a7 чорний король · c6 чорний кінь · g6 білий король · d5 білий слон | g8 біла тура · a7 чорний король · c6 чорний кінь · g6 білий король · d5 білий слон | g8 біла тура · a7 чорний король · c6 чорний кінь · g6 білий король · d5 білий слон | g8 біла тура · a7 чорний король · c6 чорний кінь · g6 білий король · d5 білий слон | g8 біла тура · a7 чорний король · c6 чорний кінь · g6 білий король · d5 білий слон | g8 біла тура · a7 чорний король · c6 чорний кінь · g6 білий король · d5 білий слон | 8 |
| 7 | g8 біла тура · a7 чорний король · c6 чорний кінь · g6 білий король · d5 білий слон | g8 біла тура · a7 чорний король · c6 чорний кінь · g6 білий король · d5 білий слон | g8 біла тура · a7 чорний король · c6 чорний кінь · g6 білий король · d5 білий слон | g8 біла тура · a7 чорний король · c6 чорний кінь · g6 білий король · d5 білий слон | g8 біла тура · a7 чорний король · c6 чорний кінь · g6 білий король · d5 білий слон | g8 біла тура · a7 чорний король · c6 чорний кінь · g6 білий король · d5 білий слон | g8 біла тура · a7 чорний король · c6 чорний кінь · g6 білий король · d5 білий слон | g8 біла тура · a7 чорний король · c6 чорний кінь · g6 білий король · d5 білий слон | 7 |
| 6 | g8 біла тура · a7 чорний король · c6 чорний кінь · g6 білий король · d5 білий слон | g8 біла тура · a7 чорний король · c6 чорний кінь · g6 білий король · d5 білий слон | g8 біла тура · a7 чорний король · c6 чорний кінь · g6 білий король · d5 білий слон | g8 біла тура · a7 чорний король · c6 чорний кінь · g6 білий король · d5 білий слон | g8 біла тура · a7 чорний король · c6 чорний кінь · g6 білий король · d5 білий слон | g8 біла тура · a7 чорний король · c6 чорний кінь · g6 білий король · d5 білий слон | g8 біла тура · a7 чорний король · c6 чорний кінь · g6 білий король · d5 білий слон | g8 біла тура · a7 чорний король · c6 чорний кінь · g6 білий король · d5 білий слон | 6 |
| 5 | g8 біла тура · a7 чорний король · c6 чорний кінь · g6 білий король · d5 білий слон | g8 біла тура · a7 чорний король · c6 чорний кінь · g6 білий король · d5 білий слон | g8 біла тура · a7 чорний король · c6 чорний кінь · g6 білий король · d5 білий слон | g8 біла тура · a7 чорний король · c6 чорний кінь · g6 білий король · d5 білий слон | g8 біла тура · a7 чорний король · c6 чорний кінь · g6 білий король · d5 білий слон | g8 біла тура · a7 чорний король · c6 чорний кінь · g6 білий король · d5 білий слон | g8 біла тура · a7 чорний король · c6 чорний кінь · g6 білий король · d5 білий слон | g8 біла тура · a7 чорний король · c6 чорний кінь · g6 білий король · d5 білий слон | 5 |
| 4 | g8 біла тура · a7 чорний король · c6 чорний кінь · g6 білий король · d5 білий слон | g8 біла тура · a7 чорний король · c6 чорний кінь · g6 білий король · d5 білий слон | g8 біла тура · a7 чорний король · c6 чорний кінь · g6 білий король · d5 білий слон | g8 біла тура · a7 чорний король · c6 чорний кінь · g6 білий король · d5 білий слон | g8 біла тура · a7 чорний король · c6 чорний кінь · g6 білий король · d5 білий слон | g8 біла тура · a7 чорний король · c6 чорний кінь · g6 білий король · d5 білий слон | g8 біла тура · a7 чорний король · c6 чорний кінь · g6 білий король · d5 білий слон | g8 біла тура · a7 чорний король · c6 чорний кінь · g6 білий король · d5 білий слон | 4 |
| 3 | g8 біла тура · a7 чорний король · c6 чорний кінь · g6 білий король · d5 білий слон | g8 біла тура · a7 чорний король · c6 чорний кінь · g6 білий король · d5 білий слон | g8 біла тура · a7 чорний король · c6 чорний кінь · g6 білий король · d5 білий слон | g8 біла тура · a7 чорний король · c6 чорний кінь · g6 білий король · d5 білий слон | g8 біла тура · a7 чорний король · c6 чорний кінь · g6 білий король · d5 білий слон | g8 біла тура · a7 чорний король · c6 чорний кінь · g6 білий король · d5 білий слон | g8 біла тура · a7 чорний король · c6 чорний кінь · g6 білий король · d5 білий слон | g8 біла тура · a7 чорний король · c6 чорний кінь · g6 білий король · d5 білий слон | 3 |
| 2 | g8 біла тура · a7 чорний король · c6 чорний кінь · g6 білий король · d5 білий слон | g8 біла тура · a7 чорний король · c6 чорний кінь · g6 білий король · d5 білий слон | g8 біла тура · a7 чорний король · c6 чорний кінь · g6 білий король · d5 білий слон | g8 біла тура · a7 чорний король · c6 чорний кінь · g6 білий король · d5 білий слон | g8 біла тура · a7 чорний король · c6 чорний кінь · g6 білий король · d5 білий слон | g8 біла тура · a7 чорний король · c6 чорний кінь · g6 білий король · d5 білий слон | g8 біла тура · a7 чорний король · c6 чорний кінь · g6 білий король · d5 білий слон | g8 біла тура · a7 чорний король · c6 чорний кінь · g6 білий король · d5 білий слон | 2 |
| 1 | g8 біла тура · a7 чорний король · c6 чорний кінь · g6 білий король · d5 білий слон | g8 біла тура · a7 чорний король · c6 чорний кінь · g6 білий король · d5 білий слон | g8 біла тура · a7 чорний король · c6 чорний кінь · g6 білий король · d5 білий слон | g8 біла тура · a7 чорний король · c6 чорний кінь · g6 білий король · d5 білий слон | g8 біла тура · a7 чорний король · c6 чорний кінь · g6 білий король · d5 білий слон | g8 біла тура · a7 чорний король · c6 чорний кінь · g6 білий король · d5 білий слон | g8 біла тура · a7 чорний король · c6 чорний кінь · g6 білий король · d5 білий слон | g8 біла тура · a7 чорний король · c6 чорний кінь · g6 білий король · d5 білий слон | 1 |
|   | a                                                                                  | b                                                                                  | c                                                                                  | d                                                                                  | e                                                                                  | f                                                                                  | g                                                                                  | h                                                                                  |   |

b) після першого ходу білих в позиції близнюка «a)»

a) 1. ...   Tc8   2. Sb8 Tc6 3. Ka8 Ta6#
    1. Kb7! Lf7 2. Sa7 Le8 3. Ka8 Lc6#
b) 1. ...   Lf7   2. Sa7 Le8 3. Ka8 Lc6#
    1. Ka7! Tc8 2. Sb8 Tc6 3. Ka8 Ta6# 
|   | a | b | c | d | e | f | g | h |   |
| 8 | d7 білий кінь · a6 білий кінь · e6 білий король · b5 чорна тура · a4 білий слон · c4 чорний король · d2 білий ферзь | d7 білий кінь · a6 білий кінь · e6 білий король · b5 чорна тура · a4 білий слон · c4 чорний король · d2 білий ферзь | d7 білий кінь · a6 білий кінь · e6 білий король · b5 чорна тура · a4 білий слон · c4 чорний король · d2 білий ферзь | d7 білий кінь · a6 білий кінь · e6 білий король · b5 чорна тура · a4 білий слон · c4 чорний король · d2 білий ферзь | d7 білий кінь · a6 білий кінь · e6 білий король · b5 чорна тура · a4 білий слон · c4 чорний король · d2 білий ферзь | d7 білий кінь · a6 білий кінь · e6 білий король · b5 чорна тура · a4 білий слон · c4 чорний король · d2 білий ферзь | d7 білий кінь · a6 білий кінь · e6 білий король · b5 чорна тура · a4 білий слон · c4 чорний король · d2 білий ферзь | d7 білий кінь · a6 білий кінь · e6 білий король · b5 чорна тура · a4 білий слон · c4 чорний король · d2 білий ферзь | 8 |
| 7 | d7 білий кінь · a6 білий кінь · e6 білий король · b5 чорна тура · a4 білий слон · c4 чорний король · d2 білий ферзь | d7 білий кінь · a6 білий кінь · e6 білий король · b5 чорна тура · a4 білий слон · c4 чорний король · d2 білий ферзь | d7 білий кінь · a6 білий кінь · e6 білий король · b5 чорна тура · a4 білий слон · c4 чорний король · d2 білий ферзь | d7 білий кінь · a6 білий кінь · e6 білий король · b5 чорна тура · a4 білий слон · c4 чорний король · d2 білий ферзь | d7 білий кінь · a6 білий кінь · e6 білий король · b5 чорна тура · a4 білий слон · c4 чорний король · d2 білий ферзь | d7 білий кінь · a6 білий кінь · e6 білий король · b5 чорна тура · a4 білий слон · c4 чорний король · d2 білий ферзь | d7 білий кінь · a6 білий кінь · e6 білий король · b5 чорна тура · a4 білий слон · c4 чорний король · d2 білий ферзь | d7 білий кінь · a6 білий кінь · e6 білий король · b5 чорна тура · a4 білий слон · c4 чорний король · d2 білий ферзь | 7 |
| 6 | d7 білий кінь · a6 білий кінь · e6 білий король · b5 чорна тура · a4 білий слон · c4 чорний король · d2 білий ферзь | d7 білий кінь · a6 білий кінь · e6 білий король · b5 чорна тура · a4 білий слон · c4 чорний король · d2 білий ферзь | d7 білий кінь · a6 білий кінь · e6 білий король · b5 чорна тура · a4 білий слон · c4 чорний король · d2 білий ферзь | d7 білий кінь · a6 білий кінь · e6 білий король · b5 чорна тура · a4 білий слон · c4 чорний король · d2 білий ферзь | d7 білий кінь · a6 білий кінь · e6 білий король · b5 чорна тура · a4 білий слон · c4 чорний король · d2 білий ферзь | d7 білий кінь · a6 білий кінь · e6 білий король · b5 чорна тура · a4 білий слон · c4 чорний король · d2 білий ферзь | d7 білий кінь · a6 білий кінь · e6 білий король · b5 чорна тура · a4 білий слон · c4 чорний король · d2 білий ферзь | d7 білий кінь · a6 білий кінь · e6 білий король · b5 чорна тура · a4 білий слон · c4 чорний король · d2 білий ферзь | 6 |
| 5 | d7 білий кінь · a6 білий кінь · e6 білий король · b5 чорна тура · a4 білий слон · c4 чорний король · d2 білий ферзь | d7 білий кінь · a6 білий кінь · e6 білий король · b5 чорна тура · a4 білий слон · c4 чорний король · d2 білий ферзь | d7 білий кінь · a6 білий кінь · e6 білий король · b5 чорна тура · a4 білий слон · c4 чорний король · d2 білий ферзь | d7 білий кінь · a6 білий кінь · e6 білий король · b5 чорна тура · a4 білий слон · c4 чорний король · d2 білий ферзь | d7 білий кінь · a6 білий кінь · e6 білий король · b5 чорна тура · a4 білий слон · c4 чорний король · d2 білий ферзь | d7 білий кінь · a6 білий кінь · e6 білий король · b5 чорна тура · a4 білий слон · c4 чорний король · d2 білий ферзь | d7 білий кінь · a6 білий кінь · e6 білий король · b5 чорна тура · a4 білий слон · c4 чорний король · d2 білий ферзь | d7 білий кінь · a6 білий кінь · e6 білий король · b5 чорна тура · a4 білий слон · c4 чорний король · d2 білий ферзь | 5 |
| 4 | d7 білий кінь · a6 білий кінь · e6 білий король · b5 чорна тура · a4 білий слон · c4 чорний король · d2 білий ферзь | d7 білий кінь · a6 білий кінь · e6 білий король · b5 чорна тура · a4 білий слон · c4 чорний король · d2 білий ферзь | d7 білий кінь · a6 білий кінь · e6 білий король · b5 чорна тура · a4 білий слон · c4 чорний король · d2 білий ферзь | d7 білий кінь · a6 білий кінь · e6 білий король · b5 чорна тура · a4 білий слон · c4 чорний король · d2 білий ферзь | d7 білий кінь · a6 білий кінь · e6 білий король · b5 чорна тура · a4 білий слон · c4 чорний король · d2 білий ферзь | d7 білий кінь · a6 білий кінь · e6 білий король · b5 чорна тура · a4 білий слон · c4 чорний король · d2 білий ферзь | d7 білий кінь · a6 білий кінь · e6 білий король · b5 чорна тура · a4 білий слон · c4 чорний король · d2 білий ферзь | d7 білий кінь · a6 білий кінь · e6 білий король · b5 чорна тура · a4 білий слон · c4 чорний король · d2 білий ферзь | 4 |
| 3 | d7 білий кінь · a6 білий кінь · e6 білий король · b5 чорна тура · a4 білий слон · c4 чорний король · d2 білий ферзь | d7 білий кінь · a6 білий кінь · e6 білий король · b5 чорна тура · a4 білий слон · c4 чорний король · d2 білий ферзь | d7 білий кінь · a6 білий кінь · e6 білий король · b5 чорна тура · a4 білий слон · c4 чорний король · d2 білий ферзь | d7 білий кінь · a6 білий кінь · e6 білий король · b5 чорна тура · a4 білий слон · c4 чорний король · d2 білий ферзь | d7 білий кінь · a6 білий кінь · e6 білий король · b5 чорна тура · a4 білий слон · c4 чорний король · d2 білий ферзь | d7 білий кінь · a6 білий кінь · e6 білий король · b5 чорна тура · a4 білий слон · c4 чорний король · d2 білий ферзь | d7 білий кінь · a6 білий кінь · e6 білий король · b5 чорна тура · a4 білий слон · c4 чорний король · d2 білий ферзь | d7 білий кінь · a6 білий кінь · e6 білий король · b5 чорна тура · a4 білий слон · c4 чорний король · d2 білий ферзь | 3 |
| 2 | d7 білий кінь · a6 білий кінь · e6 білий король · b5 чорна тура · a4 білий слон · c4 чорний король · d2 білий ферзь | d7 білий кінь · a6 білий кінь · e6 білий король · b5 чорна тура · a4 білий слон · c4 чорний король · d2 білий ферзь | d7 білий кінь · a6 білий кінь · e6 білий король · b5 чорна тура · a4 білий слон · c4 чорний король · d2 білий ферзь | d7 білий кінь · a6 білий кінь · e6 білий король · b5 чорна тура · a4 білий слон · c4 чорний король · d2 білий ферзь | d7 білий кінь · a6 білий кінь · e6 білий король · b5 чорна тура · a4 білий слон · c4 чорний король · d2 білий ферзь | d7 білий кінь · a6 білий кінь · e6 білий король · b5 чорна тура · a4 білий слон · c4 чорний король · d2 білий ферзь | d7 білий кінь · a6 білий кінь · e6 білий король · b5 чорна тура · a4 білий слон · c4 чорний король · d2 білий ферзь | d7 білий кінь · a6 білий кінь · e6 білий король · b5 чорна тура · a4 білий слон · c4 чорний король · d2 білий ферзь | 2 |
| 1 | d7 білий кінь · a6 білий кінь · e6 білий король · b5 чорна тура · a4 білий слон · c4 чорний король · d2 білий ферзь | d7 білий кінь · a6 білий кінь · e6 білий король · b5 чорна тура · a4 білий слон · c4 чорний король · d2 білий ферзь | d7 білий кінь · a6 білий кінь · e6 білий король · b5 чорна тура · a4 білий слон · c4 чорний король · d2 білий ферзь | d7 білий кінь · a6 білий кінь · e6 білий король · b5 чорна тура · a4 білий слон · c4 чорний король · d2 білий ферзь | d7 білий кінь · a6 білий кінь · e6 білий король · b5 чорна тура · a4 білий слон · c4 чорний король · d2 білий ферзь | d7 білий кінь · a6 білий кінь · e6 білий король · b5 чорна тура · a4 білий слон · c4 чорний король · d2 білий ферзь | d7 білий кінь · a6 білий кінь · e6 білий король · b5 чорна тура · a4 білий слон · c4 чорний король · d2 білий ферзь | d7 білий кінь · a6 білий кінь · e6 білий король · b5 чорна тура · a4 білий слон · c4 чорний король · d2 білий ферзь | 1 |
|   | a | b | c | d | e | f | g | h |   |

b) після першого ходу білих в позиції близнюка «a)»

a) 1. ... T~ (line «b») 2. Se5# (A)
    1. ... Tb6!+ 2. S:b6# (B)
    1. ... T~ (line «5») 2. S:b6# (B)
    1. ... Te5!+ 2. S:e5# (A)
    1. Dd2—e3! ~ Zz
    1. ... T~ (line «b») 2. Se5# (A)
    1. ... Tb6!+ 2. S:b6# (B)
    1. ... T~ (line «5») 2. S:b6# (B)
    1. ... Te5!+ 2. S:e5# (A)

b) В цьому близнюку проходить така ж ілюзорна гра і варіанти дійсного рішення, як в близнюку «a)», а розв'язок задачі — 1. De3—d2!
В задачі в ортогональному механізмі виражено тему Фельдмана, а також тему Лінкольна, оскільки хід 1. ... T~ включає в себе три різні ходи, на які виникає один і той же мат.
|   | a                                                                                                  | b                                                                                                  | c                                                                                                  | d                                                                                                  | e                                                                                                  | f                                                                                                  | g                                                                                                  | h                                                                                                  |   |
| 8 | d8 чорний слон · e8 чорний король · d7 біла тура · g7 білий слон · d6 білий король · e6 білий кінь | d8 чорний слон · e8 чорний король · d7 біла тура · g7 білий слон · d6 білий король · e6 білий кінь | d8 чорний слон · e8 чорний король · d7 біла тура · g7 білий слон · d6 білий король · e6 білий кінь | d8 чорний слон · e8 чорний король · d7 біла тура · g7 білий слон · d6 білий король · e6 білий кінь | d8 чорний слон · e8 чорний король · d7 біла тура · g7 білий слон · d6 білий король · e6 білий кінь | d8 чорний слон · e8 чорний король · d7 біла тура · g7 білий слон · d6 білий король · e6 білий кінь | d8 чорний слон · e8 чорний король · d7 біла тура · g7 білий слон · d6 білий король · e6 білий кінь | d8 чорний слон · e8 чорний король · d7 біла тура · g7 білий слон · d6 білий король · e6 білий кінь | 8 |
| 7 | d8 чорний слон · e8 чорний король · d7 біла тура · g7 білий слон · d6 білий король · e6 білий кінь | d8 чорний слон · e8 чорний король · d7 біла тура · g7 білий слон · d6 білий король · e6 білий кінь | d8 чорний слон · e8 чорний король · d7 біла тура · g7 білий слон · d6 білий король · e6 білий кінь | d8 чорний слон · e8 чорний король · d7 біла тура · g7 білий слон · d6 білий король · e6 білий кінь | d8 чорний слон · e8 чорний король · d7 біла тура · g7 білий слон · d6 білий король · e6 білий кінь | d8 чорний слон · e8 чорний король · d7 біла тура · g7 білий слон · d6 білий король · e6 білий кінь | d8 чорний слон · e8 чорний король · d7 біла тура · g7 білий слон · d6 білий король · e6 білий кінь | d8 чорний слон · e8 чорний король · d7 біла тура · g7 білий слон · d6 білий король · e6 білий кінь | 7 |
| 6 | d8 чорний слон · e8 чорний король · d7 біла тура · g7 білий слон · d6 білий король · e6 білий кінь | d8 чорний слон · e8 чорний король · d7 біла тура · g7 білий слон · d6 білий король · e6 білий кінь | d8 чорний слон · e8 чорний король · d7 біла тура · g7 білий слон · d6 білий король · e6 білий кінь | d8 чорний слон · e8 чорний король · d7 біла тура · g7 білий слон · d6 білий король · e6 білий кінь | d8 чорний слон · e8 чорний король · d7 біла тура · g7 білий слон · d6 білий король · e6 білий кінь | d8 чорний слон · e8 чорний король · d7 біла тура · g7 білий слон · d6 білий король · e6 білий кінь | d8 чорний слон · e8 чорний король · d7 біла тура · g7 білий слон · d6 білий король · e6 білий кінь | d8 чорний слон · e8 чорний король · d7 біла тура · g7 білий слон · d6 білий король · e6 білий кінь | 6 |
| 5 | d8 чорний слон · e8 чорний король · d7 біла тура · g7 білий слон · d6 білий король · e6 білий кінь | d8 чорний слон · e8 чорний король · d7 біла тура · g7 білий слон · d6 білий король · e6 білий кінь | d8 чорний слон · e8 чорний король · d7 біла тура · g7 білий слон · d6 білий король · e6 білий кінь | d8 чорний слон · e8 чорний король · d7 біла тура · g7 білий слон · d6 білий король · e6 білий кінь | d8 чорний слон · e8 чорний король · d7 біла тура · g7 білий слон · d6 білий король · e6 білий кінь | d8 чорний слон · e8 чорний король · d7 біла тура · g7 білий слон · d6 білий король · e6 білий кінь | d8 чорний слон · e8 чорний король · d7 біла тура · g7 білий слон · d6 білий король · e6 білий кінь | d8 чорний слон · e8 чорний король · d7 біла тура · g7 білий слон · d6 білий король · e6 білий кінь | 5 |
| 4 | d8 чорний слон · e8 чорний король · d7 біла тура · g7 білий слон · d6 білий король · e6 білий кінь | d8 чорний слон · e8 чорний король · d7 біла тура · g7 білий слон · d6 білий король · e6 білий кінь | d8 чорний слон · e8 чорний король · d7 біла тура · g7 білий слон · d6 білий король · e6 білий кінь | d8 чорний слон · e8 чорний король · d7 біла тура · g7 білий слон · d6 білий король · e6 білий кінь | d8 чорний слон · e8 чорний король · d7 біла тура · g7 білий слон · d6 білий король · e6 білий кінь | d8 чорний слон · e8 чорний король · d7 біла тура · g7 білий слон · d6 білий король · e6 білий кінь | d8 чорний слон · e8 чорний король · d7 біла тура · g7 білий слон · d6 білий король · e6 білий кінь | d8 чорний слон · e8 чорний король · d7 біла тура · g7 білий слон · d6 білий король · e6 білий кінь | 4 |
| 3 | d8 чорний слон · e8 чорний король · d7 біла тура · g7 білий слон · d6 білий король · e6 білий кінь | d8 чорний слон · e8 чорний король · d7 біла тура · g7 білий слон · d6 білий король · e6 білий кінь | d8 чорний слон · e8 чорний король · d7 біла тура · g7 білий слон · d6 білий король · e6 білий кінь | d8 чорний слон · e8 чорний король · d7 біла тура · g7 білий слон · d6 білий король · e6 білий кінь | d8 чорний слон · e8 чорний король · d7 біла тура · g7 білий слон · d6 білий король · e6 білий кінь | d8 чорний слон · e8 чорний король · d7 біла тура · g7 білий слон · d6 білий король · e6 білий кінь | d8 чорний слон · e8 чорний король · d7 біла тура · g7 білий слон · d6 білий король · e6 білий кінь | d8 чорний слон · e8 чорний король · d7 біла тура · g7 білий слон · d6 білий король · e6 білий кінь | 3 |
| 2 | d8 чорний слон · e8 чорний король · d7 біла тура · g7 білий слон · d6 білий король · e6 білий кінь | d8 чорний слон · e8 чорний король · d7 біла тура · g7 білий слон · d6 білий король · e6 білий кінь | d8 чорний слон · e8 чорний король · d7 біла тура · g7 білий слон · d6 білий король · e6 білий кінь | d8 чорний слон · e8 чорний король · d7 біла тура · g7 білий слон · d6 білий король · e6 білий кінь | d8 чорний слон · e8 чорний король · d7 біла тура · g7 білий слон · d6 білий король · e6 білий кінь | d8 чорний слон · e8 чорний король · d7 біла тура · g7 білий слон · d6 білий король · e6 білий кінь | d8 чорний слон · e8 чорний король · d7 біла тура · g7 білий слон · d6 білий король · e6 білий кінь | d8 чорний слон · e8 чорний король · d7 біла тура · g7 білий слон · d6 білий король · e6 білий кінь | 2 |
| 1 | d8 чорний слон · e8 чорний король · d7 біла тура · g7 білий слон · d6 білий король · e6 білий кінь | d8 чорний слон · e8 чорний король · d7 біла тура · g7 білий слон · d6 білий король · e6 білий кінь | d8 чорний слон · e8 чорний король · d7 біла тура · g7 білий слон · d6 білий король · e6 білий кінь | d8 чорний слон · e8 чорний король · d7 біла тура · g7 білий слон · d6 білий король · e6 білий кінь | d8 чорний слон · e8 чорний король · d7 біла тура · g7 білий слон · d6 білий король · e6 білий кінь | d8 чорний слон · e8 чорний король · d7 біла тура · g7 білий слон · d6 білий король · e6 білий кінь | d8 чорний слон · e8 чорний король · d7 біла тура · g7 білий слон · d6 білий король · e6 білий кінь | d8 чорний слон · e8 чорний король · d7 біла тура · g7 білий слон · d6 білий король · e6 білий кінь | 1 |
|   | a                                                                                                  | b                                                                                                  | c                                                                                                  | d                                                                                                  | e                                                                                                  | f                                                                                                  | g                                                                                                  | h                                                                                                  |   |

b) після першого ходу білих в позиції близнюка «a)»

a) 1. ... L~ (line «a5—b6») 2. Te7#(A)
    1. ... Lc7!+ 2. S:c7# (B)
    1. ... L~ (line «f6—h4») 2. S:c7# (B)
    1. ... Le7!+ 2. Te7#(A)
    1. Lg7-h6! ~ Zz
    1. ... L~ (line «a5—b6») 2. Te7#(A)
    1. ... Lc7!+ 2. S:c7# (B)
    1. ... L~ (line «f6—h4») 2. S:c7# (B)
    1. ... Le7!+ 2. Te7#(A)

b) В цьому близнюку проходить така ж ілюзорна гра і варіанти дійсного рішення, як в близнюку «a)», а розв'язок задачі — 1. Lh6—g7!
В задачі в діагональному механізмі виражено тему Фельдмана, тему Лінкольна.